# 戈德华特守则

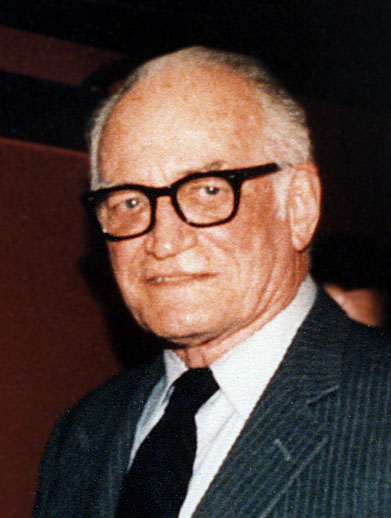
美国参议员巴里·戈德华特

戈德华特守则（英語：Goldwater rule），是美国精神医学学会职业道德守则第7条第3款的通称。这一条款规定精神科医生只有在亲自诊断患者后才能得出诊断结果。条款是根据美国参议员巴里·戈德华特命名的。

## 内容
美国医学会的《医疗职业道德守则》中第7条要求医疗从业者有责任为提升公众和社区健康做出贡献，精神医学学会在此基础上编写了《医疗职业道德守则：适用于精神医学的注解版》，其2013年版本在这一条下第3款原文如下：
（页面存档备份，存于）
- 译文：有時公眾會向精神科医生咨詢某公眾關注人物的精神狀態。此种情形下，医生可向公众分享与精神健康话题相关的总体专业知识。但直接判斷公眾關注人物的精神狀態则违背职业道德，除非该医生曾亲自为此人检查诊断且获得讨论此事的适当授权。

条款内容的具体界定引发了讨论。原文中只提及“公众关注人物”，未详细说明是否包含历史人物。实际研究中，温斯顿·丘吉尔的躁郁症、希特勒的心理狀態等历史人物的精神问题都是精神科医生的研究对象，医学界和医学史界对此的共识是，基于历史材料记录做出的诊断可以视作医生本人亲自做出的诊断，相关的研究和言论不违反此守则。
条款中仅提到“专业观点”（professional opinion），未明确具体的观点内容。美国精神医学界一般认为，通过公开言论分析人物的精神状态是可接受的行为。精神科医生可以谈论某人表现出的症状，但不能做出具体的诊断，在未亲自检查诊断时不能将该人物与某种精神疾病联系起来。

## 历史

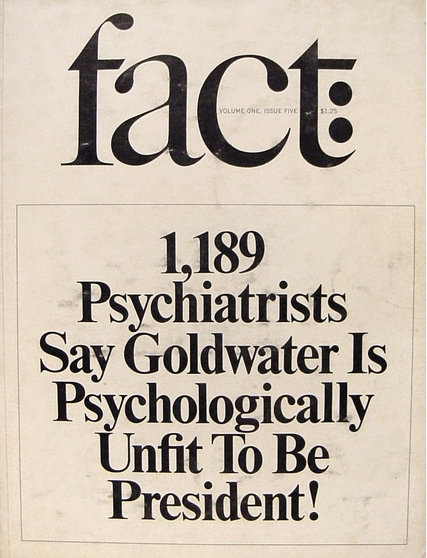
《事实》杂志在封面以大标题写出“1,189位精神科医生称戈德华特心理状态不适宜总统职位！”

1964年美国总统选举中，共和党候选人巴里·戈德华特对阵民主党候选人林登·约翰逊。1964年7月，美国双月刊杂志《事實雜誌》主编拉尔夫·金斯伯格调查了12,356位精神科医生，询问他们对戈德华特精神健康状况的看法。调查仅有一个问题“你认为巴里·戈德华特以他的精神状态，是否适合成为美国总统？”
最终2,417人回复了《事实》的问题，其中1,189人认为戈德华特的精神状态不适宜总统职位。问卷的数据分析和数据有效性已不可考。《事实》杂志在9月刊登了这一结果，在封面以大标题写出“1,189位精神科医生称戈德华特心理状态不适宜总统职位！”，并引用了精神科医生的评价，大部分为负面言论。
随后此事遭到公众的广泛批评，指责这些精神科医生不应在未亲自诊断过的情况下就发表专业诊断结论。美国精神医学学会也谴责意图利用精神科诊断来实现政治目的的做法。戈德华特败选后，于1966年起诉了金斯伯格，提出杂志的这一言论属诽谤行为。戈德华特最终胜诉，获得75,000美元赔偿。案件一度上诉至最高法院，大法官判决戈德华特胜诉，但休戈·布萊克和威廉·道格拉斯两位大法官持异议，认为此言论属于宪法第一修正案中规定的言论自由。
1973年，美国精神医学学会出版了《医疗职业道德守则：适用于精神医学的注解版》。精神医学学会认为，精神科医生具有公众不具备的专业知识，公众很容易相信其言论权威可信，因此必须建立职业道德标准规范精神科医生的言论。为避免类似事件，《守则》中正式要求精神科医生必须亲自诊断且获得授权许可之后才可以发表诊断结论，否则即视为违反职业道德。这一条款也因此以戈德华特的名字命名。

## 相关争议事件

### 比尔·克林顿
1998年，美国总统比尔·克林顿陷入莱温斯基丑闻，有精神科医生认为他有性瘾、自恋，《华尔街日报》也称克林顿的行为表现出“反社会人格”。类似言论遭到时任美国精神医学学会会长赫尔伯特·萨克斯（Herbert Sacks）的批评。他称这种“坐在椅子里就给出诊断”的行为违反了戈德华特守则，精神科医生不应该只通过新闻报道就对克林顿做出诊断。

### 唐纳德·川普
2017年，35位精神科医生联名向《纽约时报》写信，表示时任总统唐纳德·川普可能存在自恋等精神问题。这一行为遭到批评，批评者指责其违反此项原则。美国精神医学学会重申此前一年的警告，称类似行为“不仅违反职业道德，而且不负责任”。参与编写《精神疾病診斷與統計手冊》第四版的精神科专家艾伦·法兰西斯也指责这封信违反戈德华特守则，对民众是一种“误导”，也是对真正精神疾患的不尊重。事件之后一度有报道称另一职业协会美国心理分析师协会允许会员发表类似言论，报道称该协会“不受戈德华特守则约束”，“认为会员的政治评论与职业道德无关”。心理分析师协会随后声明，不鼓励会员违反这一守则，认为心理分析师虽有权评论政治人物，但在“涉及诊断”时应尤其“谨慎”，也应受到职业道德的限制。精神医学学会则再次强调学会对于此项守则的立场不变。